# 托马什·卡拉斯
托马什·卡拉斯（捷克語：Tomáš Karas，1975年5月16日—），捷克男子赛艇运动员。他曾代表捷克参加2004年夏季奥林匹克运动会赛艇比赛，联同达维德·科普日瓦、雅各布·哈纳克和达维德·伊尔卡获得男子四人双桨银牌。